# Bolševník velkolepý
Bolševník velkolepý (Heracleum mantegazzianum) je invazní rostlina z čeledi miříkovitých pocházející z oblasti centrální Asie (Kavkaz a z jihu přilehlé oblasti). Dorůstá několika metrů (až pěti) a jeho bílá květenství – složené okolíky – mohou dosahovat i půl metru v průměru.
Bolševník velkolepý byl původně do Evropy zavlečen jako okrasná a užitková rostlina. V současné době je naopak v mnoha zemích severní polokoule, včetně České republiky, veden jako nebezpečný invazní druh, který je schopen ničit původní ekosystémy na daném území. Byl proto zařazen na seznam invazních nepůvodních druhů s významným dopadem na Unii.
Bolševník je silný dotykový alergen. Fototoxické furanokumariny, které obsahuje, u člověka způsobují těžké fotodermatitidy – po potřísnění kůže a vystavení slunečnímu záření způsobují vyrážky a puchýře. Hojení je zdlouhavé a fotosenzitivita může přetrvávat.
Z uvedených důvodů se vůči bolševníku nasazují nejrůznější způsoby boje, včetně postřiků a mechanického odstraňování, a je centrem pozornosti řady výzkumných projektů zaměřených na jeho ekologii a nalezení vhodných metod potlačování jeho výskytu.

## Taxonomie
Bolševník velkolepý byl vědecky popsán až v roce 1895, a to pod platným názvem Heracleum mantegazzianum. Má však několik synonym, k nimž patří:
- Heracleum circassicum Mandenova, 1970
- Heracleum grossheimii Mandenova, 1950

Podle některých autorů se za synonyma mohou považovat také následující druhy:
- Heracleum caucasicum Steven, 1812
- Heracleum giganteum Fisher ex Hornemann, 1819

Toto však není potvrzeno. Pokud by tomu tak bylo, pak platným jménem by bylo starší z těchto dvou jmen. V literatuře se také vyskytovalo chybné určení jedinců tohoto druhu jako H. speciosum auct. non Weinmann, který může být v oblasti střední Evropy také jiným, zavlečeným druhem.

## Vzhled a rozmnožování

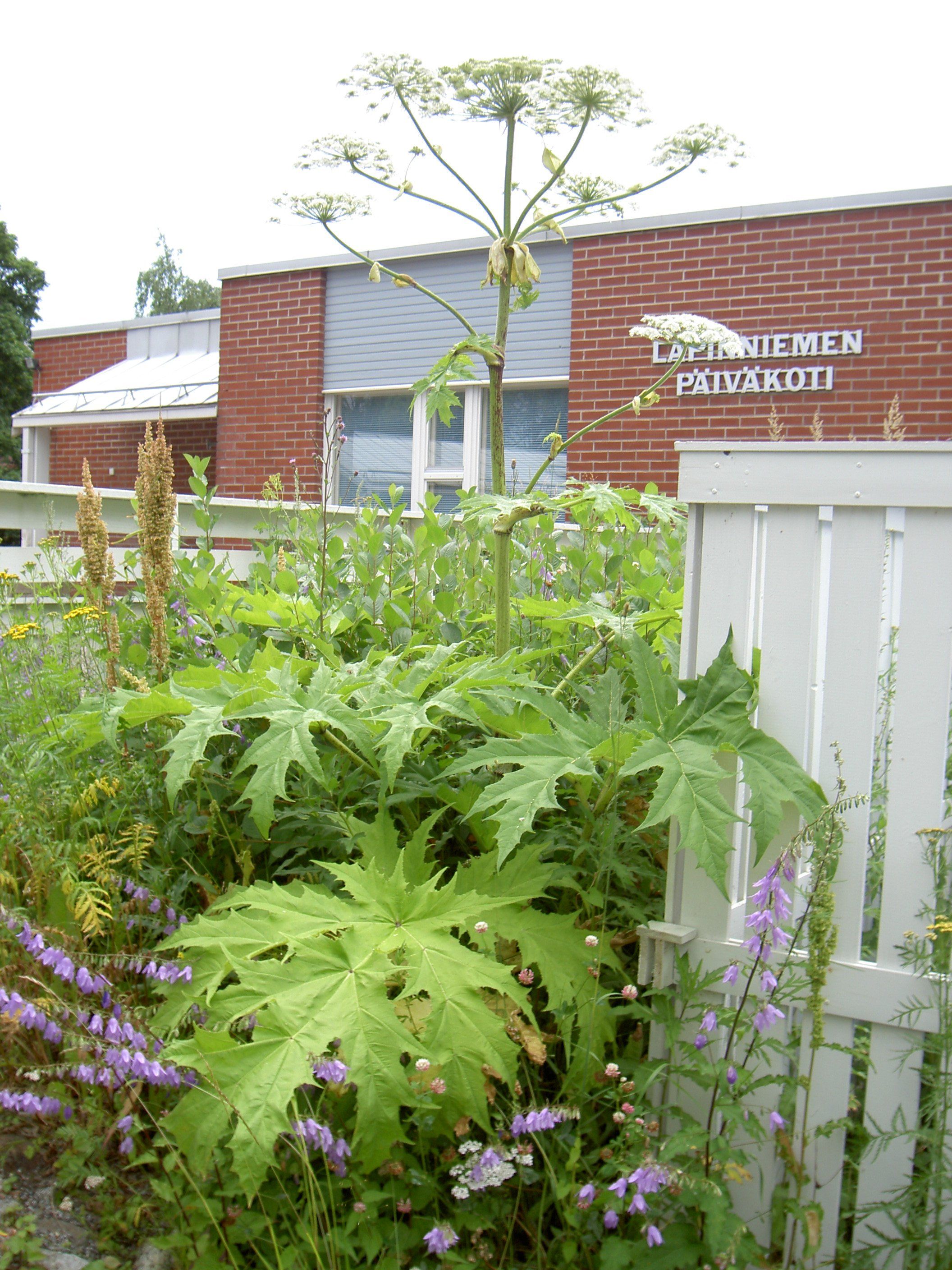
Bolševník velkolepý, Tampere, Finsko

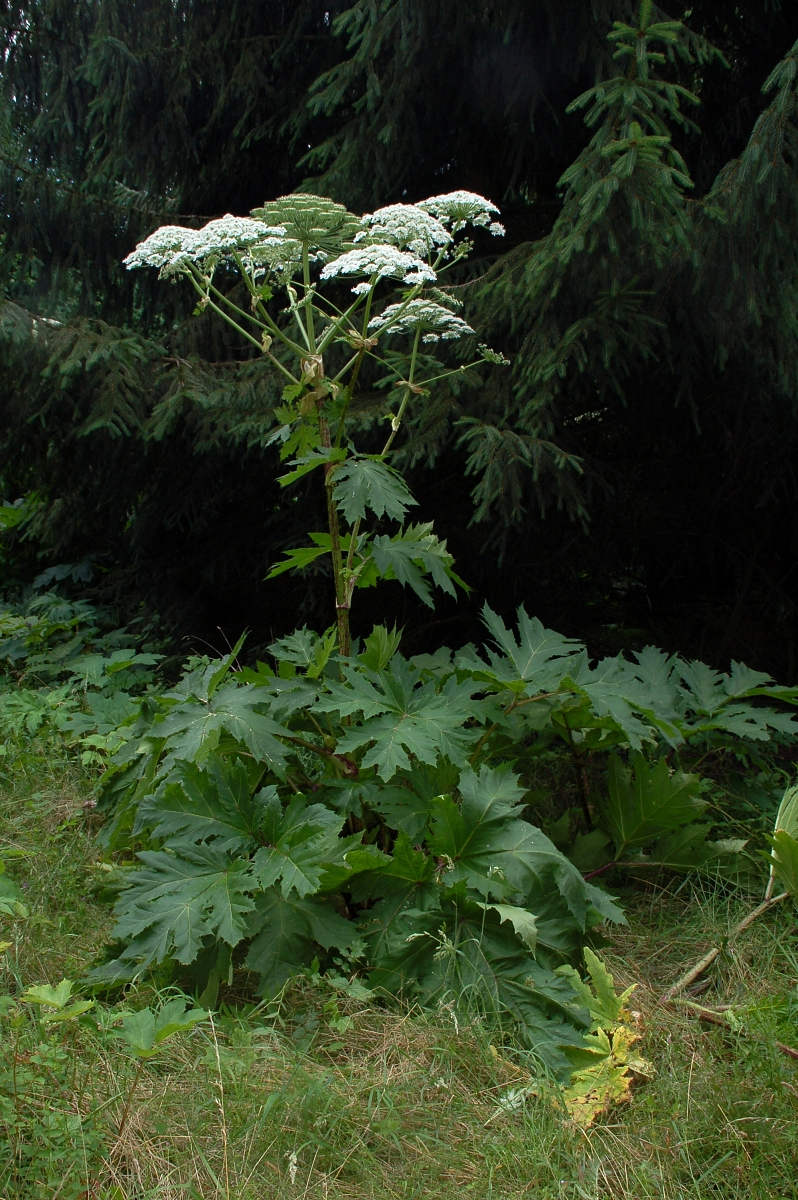
Bolševník velkolepý, Idstein, Hesensko, Německo (2007)

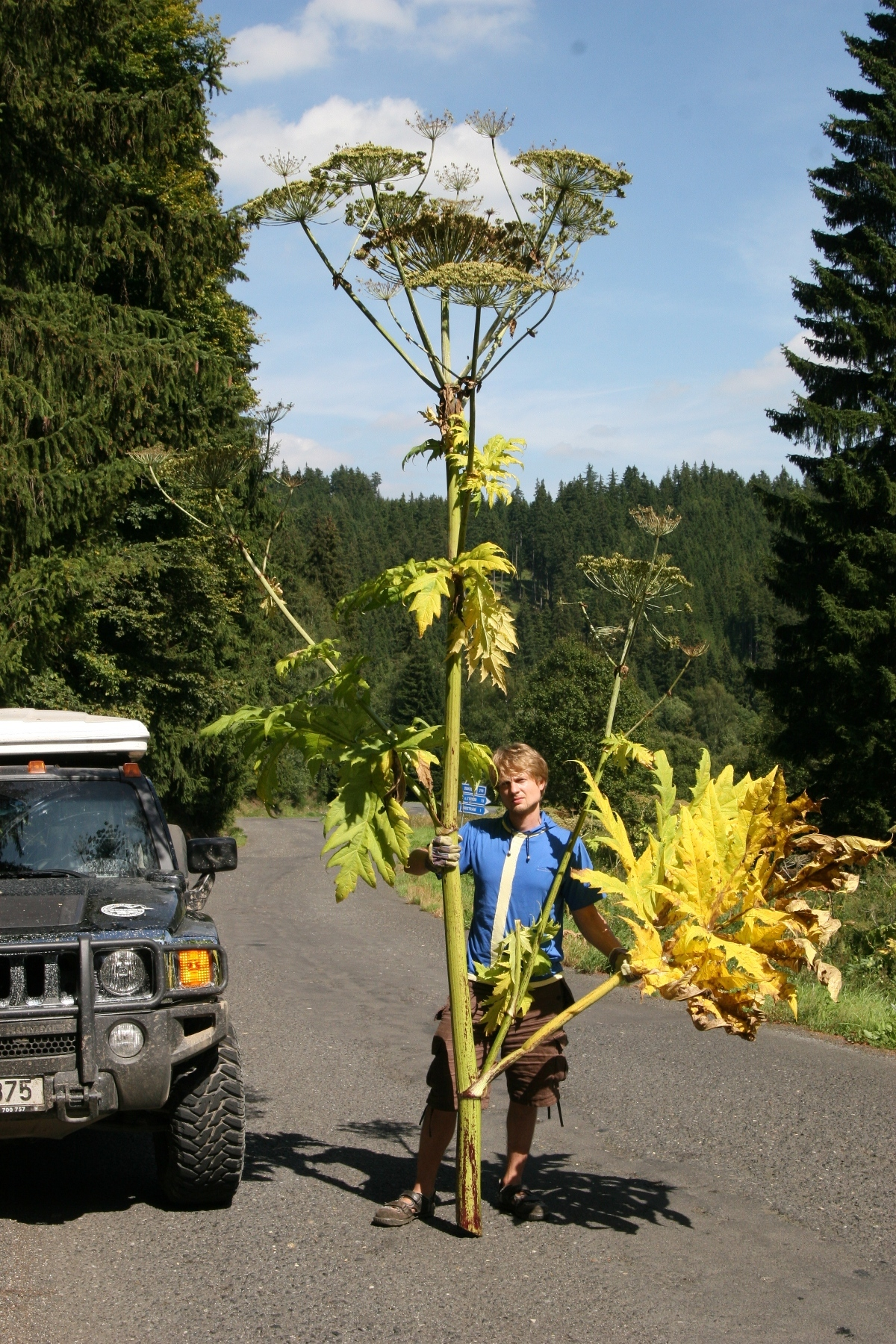
Porovnání velikosti bolševníku velkolepého vůči dospělé osobě, Česko, 2009

Bolševník velkolepý je rostlina impozantního vzrůstu, ve středoevropských podmínkách dorůstá 2–4, někdy až 5 metrů výšky.  Jde o dvou- až víceletou rostlinu, která v prvním roce klíčí ze semene zpravidla již v půli února (někdy i dříve), vytváří pouze listy a shromažďuje zásoby v mohutném kořeni. Druhý až pátý rok (ale možná i později – směrodatné je, za jak dlouho se rostlině podaří nastřádat zásoby) pak vytvoří listovou růžici a vyžene mohutnou květní lodyhu s květenstvím. Lodyha je dutá, brázditě žebernatá, narůžověle až fialově skvrnitá, u největších exemplářů se její průměr může blížit až 10 cm.

### Listy
Listy jsou veliké, zvláště přízemní, dosahují nejčastěji délky 50–150 cm. Listy jsou řapíkaté (kromě horních), řapíky jsou oblé bez zřetelného žlábku. Na bázi listu jsou listové pochvy. Jsou střídavé, složené, trojčetné až zpeřeně složené a jednotlivé lístky jsou dále dělené, peřenodílné až peřenosečné, na okrajích dále nerovnoměrně pilovité. Listy se na rostlině odzdola nahoru zmenšují. Horní už jsou o mnoho menší a skoro přisedlé, na bázi s nápadně rozšířenou otevřenou listovou pochvou. Čepel je na líci lysá, na rubu roztroušeně chlupatá.

### Květenství
Květy jsou uspořádány do květenství, kterým je složený okolík. Protože se rostlina větví, je na jedné rostlině těchto složených okolíků více, kdy vrcholový je největší. Mívá nejčastěji 30–50 cm v průměru, někdy údajně až přes 1 m v průměru.[zdroj?] Vrcholový složený okolík obsahuje nejčastěji 30–60 okolíčků. Na bázi složeného okolíku je přeslen listenů zvaný obal, listenů obalu je nejčastěji 1–12, jsou kopinaté až čárkovitě šídlovité. Na bázi okolíčku je potom přeslen listenů zvaný obalíček, listenů obalíčku je nejčastěji 8–15 a jsou také kopinaté až čárkovitě šídlovité. Okrajové květy v květenství jsou paprskující, to znamená, že jsou zygomorfní a koruna se nápadně zveličuje směrem vně květenství.

### Květy
Květní vzorec bolševníku je ✶/↓ K5 C5 A5 Ğ(2). Květy jsou většinou oboupohlavné, někdy v bočních menších okolících i samčí a sterilní, u středu květenství jsou pravidelné (aktinomorfní), zvláště okrajové paprskující květy pak souměrné (zygomorfní). Kališních lístků je 5, jsou srostlé v drobný kališní lem, na okraji se zřetelnými volnými cípy. Korunních lístků je také 5, jsou volné, dělené, což je nápadné nejvíce u zveličelých paprskujících korunních lístků. Ty jsou hluboce rozdělené na 2 laloky a ve výkrojku je ještě nazpět postavený drobný lalůček. Koruna má sněhobílou barvu, na bázi až slabě žlutavě nazelenalou, poupata mohou být někdy bledě růžová. Tyčinek je 5, jsou volné, prašníky jsou zelenavě žluté. V oboupohlavních květech dozrává nejdříve pyl v prašnících, později blizna, nicméně mezi jednotlivými květy může dojít k překryvu pohlavní zralosti blizen a pylu. K opylení dochází za pomoci hmyzích opylovačů (entomogamie, tedy typ zoogamie), obvykle mezi různými rostlinami, nicméně dochází i k úspěšnému samoopylení (taktéž díky opylovačům) a i jediná osamocená rostlina tedy produkuje klíčivá semena. Gyneceum je srostlé ze 2 plodolistů, semeník je spodní. Čnělky jsou 2 a jsou nasazeny na rozšířené bázi zvané stylopodium. Ve středoevropských podmínkách kvete bolševník velkolepý většinou od půle června až do konce července, někdy až do září.

### Plody
Plodem je dvounažka, která se rozpadá na 2 merikarpia (plůdky) spojené karpoforem, každé merikarpium obsahuje 1 semeno. Dvounažka je silně zploštělá, na hřbetě žebernatá, 3 střední žebra jsou nitkovitá a navzájem sblížená, 2 postranní (okrajová, marginální) jsou široce křídlatá. Jedna rostlina vyprodukuje obvykle 20 000–30 000 semen (obzvláště vzrostlý jedinec až 100 000), která si uchovávají klíčivost 8 až 12 let (déle než tři roky však přežívá v semenné bance už jen nepatrný zlomek semen, ovšem je nutno mít na paměti, kolik semen rostlina vytvoří a že i jediný jedinec může znovu zahájit invazi).
Počet chromozómů je 2n=22.
Je zajímavé, že v oblastech, které se považují za jeho původní areál, dorůstá bolševník velkolepý zhruba 1,5 metru[zdroj?] a není ani zdaleka tak agresívní. Nutno ovšem podotknout, že rostliny rostoucí v předpokládaných oblastech původu jsou podstatně odlišné i pokud jde o genovou výbavu, což bylo patrně způsobeno rozličným křížením a též účelovou selekcí v průběhu šíření a pěstování druhu v okrasných a botanických zahradách a následném zplaňování. Tento fakt značně komplikuje snahu najít vhodného přirozeného nepřítele tohoto bolševníku – pokud se už nějaký najde, zpravidla napadá příliš široké spektrum rostlin čeledi miříkovité.

## Podobné druhy
Kromě bolševníku velkolepého roste v Česku ještě bolševník obecný (Heracleum sphondylium), který se svému příbuznému trochu podobá. Není vyloučeno, že se v místech společného výskytu oba druhy kříží; z Velké Británie a Německa byl již výskyt kříženců Heracleum sphondylium × mantegazzianum hlášen. V některých evropských zemích dochází k invazi dalších tzv. „obřích bolševníků“ podobného vzhledu a vlastností, konkrétně jde o druhy bolševník Sosnowského (Heracleum sosnowskyi) šířící se zejména v Pobaltí a bolševník perský (Heracleum persicum), který soupeří s bolševníkem velkolepým o titul nejobtížnější invazní druh Fennoskandinávie, z globálního hlediska je ale význam těchto invazí mnohem menší.[zdroj?]

## Invazivita
Od první poloviny 19. století byl bolševník velkolepý v Evropě pěstován jako okrasná rostlina, někdy též jako medonosná rostlina, úkryt pro bažanty, případně i krmivo pro dobytek. Ve všech lokalitách se však brzy po výsadbě začal samostatně šířit do okolí.

### Strategie bolševníku
Jakožto invazní rostlina osidluje bolševník velkolepý téměř veškerá stanoviště. Šíří se podle cest a vodních toků. Obvykle nejdřív ovládne ruderální stanoviště, kde mu r-stratégové nemohou konkurovat, a s podporou takto vzniklých ohnisek se pak začne šířit i na vlhká a na živiny bohatá stanoviště v okolí, odkud postupně vytlačí konkurenčně silné byliny. Využívá k tomu faktu, že jeho semena vyklíčí velmi brzy na jaře, rychle přerostou většinu rostlin a vytvoří zákryv, který mu poskytuje velkou výhodu. Časem dojde obvykle k vytvoření souvislého porostu, který může pohltit 80 % veškerého slunečního záření a zcela znemožnit ostatním rostlinám růst. Mortalita vzrostlých rostlin je před vysemeněním malá, protože jsou pro většinu býložravců i parazitů nestravitelné (nepoživatelné).
Ovládne-li bolševník velkolepý nějaký prostor, nelze dost dobře předpokládat, že by se ho příroda v dohledné době sama zbavila a k jeho vytlačení je třeba lidského zásahu. Jeho porost vytváří prostředí nevhodné pro růst většiny rostlin, včetně semenáčků stromů a představuje zdravotní riziko pro zvířata i člověka. V porostu panuje silná úroveň kompetice, prosadí se jen silní jedinci.
Přirozené šíření zajišťují semena roznášená větrem a tekoucí vodou, dále mají význam i semena zachycená na dobytku či pneumatikách. Rychlost šíření je v globálním i regionálním měřítku srovnatelná s nejnebezpečnějšími invazními druhy, v závislosti na podmínkách může docházet ke každoročnímu posunu hranice plochy zarostlé bolševníkem až o desítky metrů.

### Postižené oblasti

Hlavní evropské oblasti zasažené invazí bolševníku velkolepého

Bolševník velkolepý byl do Evropy zavlečen z Kavkazu a přilehlých oblastí jako okrasná rostlina. Ačkoliv byl bolševník velkolepý popsán až roku 1895, první spolehlivá informace o introdukci do Evropy pochází již z roku 1817 v londýnské botanické zahradě Kew Gardens. Po deseti letech se však již objevují zprávy o planě rostoucích populacích v hrabství Cambridgeshire. Nato začala samovolná i lidmi zapříčiněná invaze bolševníku velkolepého do celé Evropy, například v Česku byl poprvé vysazen v Lázních Kynžvart v roce 1862.
Pěstovat se bolševník přestal v půli dvacátého století, ale invaze bolševníku velkolepého již v té době zasáhla většinu Evropy. Za centrum invaze lze považovat střed kontinentu. Jako s velmi vážným problémem se s ní potýká Česká republika, Německo, Slovensko, jižní a západní Polsko, Švýcarsko, země Beneluxu, východ a sever Francie, Anglie a Dánsko. Ve Fennoskandinávii (v přírodovědeckém pojetí) a zbytku Švédska soutěží s invazí bolševníku perského. Jen minimální význam má v Pobaltí, kde se s obrovskou převahou prosadil příbuzný druh Heracleum sosnowskyi. Mimo Evropský kontinent se invaze odehrává i v Severní Americe.

#### V Česku
V Česku pravděpodobně nechal vysadit první bolševníky kníže Metternich, první záznam o jejich pěstování v parku zámku Kynžvart pochází z roku 1862 (vysazen byl ale patrně mnohem dříve, car Alexandr I. měl darovat semena bolševníku Metternichovi během Vídeňského kongresu, který probíhal v roce 1815). První zplanělé jedince v okolí objevili v roce 1877. Informace o pěstování z roku 1862 je však mylná a tvrzení o daru cara Alexandra I. se nepodařilo doložit.
Teprve v polovině 20. století se začal šířit nekontrolovaně. Avšak už v roce 1907 byl zaznamenán výskyt na severovýchodní Moravě. V roce 1950 bylo známo celkem 9 lokalit jeho výskytu ve volné přírodě. V současné době[kdy?] je jich známo 600 (a podle odborníků jich ve skutečnosti může být až třikrát víc). Jeho rozšíření zpočátku hodně napomáhal fakt, že byl považován za nenáročnou okrasnou květinu. Módní vlna pěstování tohoto bolševníku začala opadat v polovině 20. století, kdy se začaly v západní literatuře objevovat první varovné zprávy o potížích, avšak ještě v 80. letech 20. století, kdy už bylo zřejmé, o jak nebezpečnou rostlinu jde, byl uváděn v některých zahrádkářských publikacích jako nenáročná okrasná rostlina bez jakýchkoliv varování či upozornění na rizika.

### Boj proti bolševníku

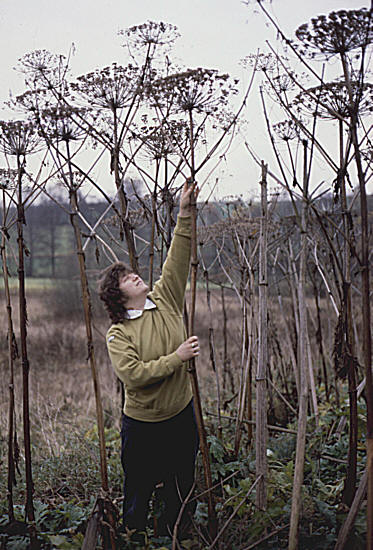
Odumřelá květenství, podzim, Německo

Bolševník velkolepý je řazen mezi vůbec nejnebezpečnější invazní druhy na českém území (platí i pro území mnoha dalších států). Podle českých zákonů je majitel pozemku povinen zabezpečit nešíření této rostliny, což není vždy dodržováno. Vzhledem ke zdravotním rizikům je nezbytné používat při likvidaci bolševníku vhodný ochranný oděv, který nenasaje a nepropustí nebezpečné šťávy z rostliny, a další ochranné pomůcky, jako jsou ochranné brýle nebo obličejový štít a případně i respirátor.
Mechanické odstranění je nutno provést pokud možno před vysemeněním rostliny (obvykle to znamená nejpozději v první půli května). Jeho účinek je omezený, neboť rostlina má vysokou regenerační schopnost a dokáže znovu vyrůst z kořenů – jednotlivé rostliny je tedy potřeba celé vykopat (ven musí minimálně 10 cm hlavního kořene), rozsekat na kousky a ty zlikvidovat. Pokosení či podobná likvidace pouze dočasně odstraní porost a zabrání dalšímu šíření. Pravidelný pokos (ve středoevropských podmínkách 2–3× za sezónu po dobu několika let) vede nakonec i k potlačení výskytu – nutné ovšem je, aby byl dlouhodobý a naprosto důkladný, aby nedošlo k vysemenění ani jediné rostliny. U jednotlivých rostlin se doporučuje odsekat vykvetlé okolíky (drtivá většina rostlin poté zajde), je ovšem třeba okolíky zlikvidovat, aby pak pohozené na poli setrvačností nevysemenily.
Zajímavou možnost představuje spasení dobytkem – ovce a hovězí dobytek se časem naučí bolševník konzumovat. Poté, co si na něj zvyknou (zpravidla jim nejdříve nechutná), většinou aktivně vyhledávají mladší čerstvé rostliny, které upřednostňují před většinou ostatních rostlin. Osvědčil se i pokos souvislého vrostlého porostu bolševníku a následné opakované spásání dobytkem, který zlikviduje pokusy rostlin o obnovu. Doporučovaná míra spásání je 20–30 ovcí na hektar na jaře, v létě je možno jejich počet snížit až na 5–10, neboť rostliny jsou již opakovanými pokusy o regeneraci vyčerpané a regenerují pomaleji. Nečetné výzkumy v oblasti spásání kozami ukazují, že tato zvířata nejsou pro spásání bolševníku vhodná, neboť nevykazují vůči negativním aspektům působení rostliny dostatečnou odolnost.
Účinný je chemický postřik obsahující glyfosát (např. Roundup-Biaktiv nebo Touchdown) či triclopyr (např. Garlon). Nutno uvážit, že chemický postřik není stoprocentně spolehlivý a je zde nevýhoda jeho nedostatečné selektivnosti. K aplikaci postřiku by mělo docházet pokud možno brzy na jaře, když rostliny dosáhnou výšky zhruba 20–40 cm (asi duben), na konci května je třeba jej zopakovat. Jen minimální nebo žádný účinek má v době kvetení rostliny. Vysoce účinná, ale pracná je metoda aplikace Roundupu injekční stříkačkou do stonku rostliny.
Vzhledem k náročnosti likvidace bolševníku je velice důležitá maximální prevence, spočívající v pečlivé likvidaci všech osamělých předsunutých jedinců, kteří by mohli založit novou enklávu, a v kontrole rizikových stanovišť, kde by se bolševník mohl uchytit.
Při boji s bolševníkem je samozřejmě možné kombinovat více metod jeho ničení. U jednotlivých rostlin se třeba osvědčila likvidace spočívající v odseknutí byliny těsně nad zemí a potření pahýlu stonku silnou koncentrací herbicidu. Vždy je nutno pamatovat na to, že nestačí výskyt rostliny potlačit, nemá-li se celá kalamita opakovat, je nutno vést boj až do posledního bolševníku a i po totálním vítězství je nezbytné ještě minimálně 10 let oblast pečlivě hlídat. Je také vhodné upravit vyčištěné prostranství tak, aby se omezila jeho vhodnost pro nové zaplevelení bolševníkem.

## Zdravotní rizika

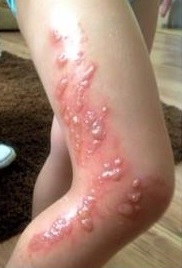
Kožní reakce po kontaktu s bolševníkem

Šťáva z lodyh a listů této rostliny obsahuje fototoxické furanokumariny. Ve tmě jen dráždí kůži, na denním světle (respektive na jakémkoliv světle obsahujícím UV složky) způsobují těžké poleptání a zpuchýřnatění pokožky. Je třeba být opatrný a při kosení či jiném mechanickém odstraňování rostlin se vybavit vhodným ochranným oděvem, brýlemi a také respirátorem (zejména pokud je používána ke kosení sekačka, díky které může docházet k rozprášení rostlinných šťáv ve vzduchu). Je velice důležité v oblastech výskytu bolševníku varovat děti a dávat na ně pozor, neboť duté lodyhy rostliny je mohou svádět ke hrám a výrobě různých napodobenin dalekohledů a foukaček, což může vést k minimálně dočasnému znetvoření obličeje, o riziku vážného poškození zraku nemluvě.
Je nutno si uvědomit, že prvotní kontakt s rostlinou a jejími šťávami je bezbolestný, takže např. děti si s ní mohou hrát i několik hodin, aniž by si vůbec uvědomily, jakou škodu si tím způsobují. Fototoxické reakce, které jsou příčinou následných problémů, se aktivují obvykle po 15 minutách osvětlení (závisí ovšem na intenzitě světla a jeho složení). Zánětlivá zranění se objevují po cca 24 hodinách v rozsahu, který je závislý jednak na množství šťáv, kterými byl člověk potřísněn, délky jejich působení a obranyschopnosti poškozeného, jsou velmi bolestivá a velmi těžce se hojí. Účinek rostlinných šťáv dále zvyšuje horko a vlhkost. Jejich pozůstatky, jako jsou pigmentace a jizvy, zůstávají patrné přinejmenším celé měsíce, někdy se objevují dlouhodobější následky v podobě vyšší citlivosti poraněných míst na UV záření (trvají až několik let). Podle některých dermatologů mohou být dlouhodobým následkem občasné vyrážky (často iniciované slunečním zářením).[zdroj?]
U obzvlášť citlivých jedinců mohou už samotné výpary z většího množství pokosených rostlin vyvolat pálení v krku, závratě, nevolnost a slzení.[zdroj?] U těchto lidí se také může stát, že jim ke vzniku zánětů postačí dotek neporaněného listu.

### První pomoc
Místa potřísněná šťávou je nutno okamžitě omýt silným dlouhotrvajícím proudem vody a po opláchnutí zabránit přístupu světla vhodným zakrytím. Při poleptání a druhotných příznacích (bolesti hlavy, třes) je nutno po předchozím ošetření vyhledat lékaře.
Pokud pocítíte z výparů této rostliny závratě, pálení očí a jiné nežádoucí účinky, je nejlepší opustit zasažený prostor a přenechat likvidaci bolševníku méně citlivým jedincům, případně použít vhodné ochranné prostředky (kvalitní respirátor). Pokud jsou obtíže většího rozsahu nebo do jednoho dne neustoupí, je třeba taktéž navštívit lékaře.

## Obsahové látky

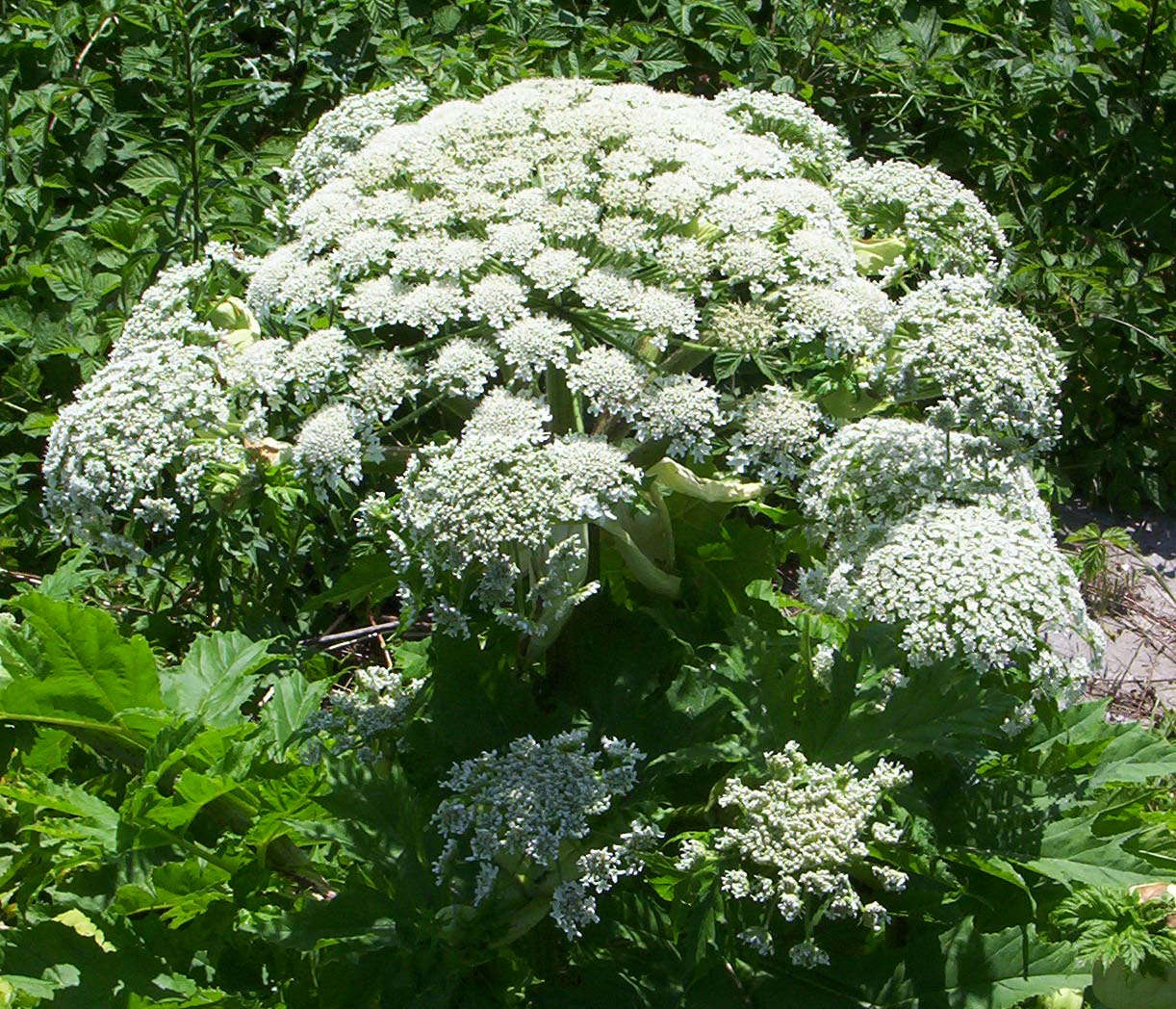
Květenství bolševníku

Celá rostlina obsahuje například různé alkoholy (methanol, ethanol, n-oktanol), karboxylové kyseliny (kyselina kaprinová, kyselina laurinová) či estery (n-hexylbutyrát, n-oktylacetát).[zdroj?]
Nejvýznačnější účinnou složkou obsaženou v celé rostlině jsou však fototoxické furanokumariny obsažené především v plodech; méně pak v listech a jen minimálně ve stonku. Obsah se však mění i v průběhu roku, nejvíce jich rostlina obsahuje v červnu, nejméně v listopadu. K významným furanokumarinům bolševníku patří například angelicin, pimpinellin, isopimpinellin, phellopterin, psoralen, bergapten a isobergapten.[zdroj?]